# Eugen von Falkenhayn
Eugen Georg Nikolaus von Falkenhayn (Graudenz, 4. rujna 1853. – Berlin, 3. siječnja 1934.) je bio njemački general i vojni zapovjednik. Tijekom Prvog svjetskog rata zapovijedao je XXII. pričuvnim korpusom na Zapadnom i Istočnom bojištu. 

## Vojna karijera
Eugen von Falkenhayn rođen je 4. rujna 1853. u Graudenzu. Sin je pruskog zemljoposjednika Fedora von Falkenhayna i Franziske Rosenberg koji su imali šestoro djece. Eugen je inače stariji brat puno poznatijeg Ericha von Falkenhayna koji je bio pruski ministar rata i kasnije tijekom Prvog svjetskog rata načelnik Glavnog stožera.
Falkenhayn je u prusku vojsku stupio 1870. nakon čega je služio u raznim vojnim jedinicama i Glavnom stožeru u Berlinu. Od 1889. do 1895. godine bio je učitelj dva najstarija careva sina prijestolonasljednika Vilima i princa Eitela Friedricha. Čin bojnika dostigao je 1890. godine, dok je čin pukovnika dostigao 1899. godine. U prosincu 1901. postaje zapovjednikom 19. konjičke brigade sa sjedištem u Hannoveru kojom zapovijeda do ožujka kada postaje inspektorom 3. konjičkog okruga u Münsteru. U travnju 1906. promaknut je u general poručnika, dok u travnju 1998. postaje zapovjednikom 11. pješačke divizije sa sjedištem u Breslauu. U svibnju 1910. promaknut je u generala konjice, te umirovljen.

## Prvi svjetski rat
Na početku Prvog svjetskog rata Falkenhayn je reaktiviran, te mu je dodijeljeno zapovjedništvo nad novoformiranim XXII. pričuvnim korpusom kojim zapovijeda tijekom cijelog rata. Falkenhayn je sa XXII. pričuvnim korpusom upućen u Flandriju gdje u sastavu 4. armije sudjeluje u Prvoj bitci kod Ypresa. Sa XXII. pričuvnim korpusom Falkenhayn ostaje u Flandriji do proljeća 1915. kada je premješten na Istočno bojište radi sudjelovanja u ofenzivi Gorlice-Tarnow. U navedenoj ofenzivi Falkenhayn sa svojim korpusom prelazi rijeku Bug, te zauzima Brest-Litovsk za što je 28. kolovoza 1915. odlikovan ordenom Pour le Mérite.
Krajem ožujka 1916. Falkenhayn je premješten na Zapadno bojište gdje sudjeluje u Verdunskoj bitci. Na Zapadnom bojištu Falkenhayn se nalazi do lipnja kada je ponovno premješten na Istočno bojište kako bi sudjelovao u suzbijanju Brusilovljeve ofenzive. Falkenhayn je ostao na Istočnom bojištu tijekom cijele 1917. i 1918. godine, te je sudjelovao u okupaciji Ukrajine nakon potpisivanja Brest-Litovskog mira.

## Poslije rata
Nakon završetka rata Falkenhayn je osobno vodio svoje jedinice u povratku natrag u domovinu, nakon čega se 30. siječnja 1919. ponovno umirovio.
Eugen von Falkenhayn preminuo je 3. siječnja 1934. godine u 81. godini u Berlinu.

## Vanjske poveznice
(eng.) Eugen von Falkenhayn na stranici Prussianmachine.com

(njem.) Eugen von Falkenhayn na stranici Deutschland14-18.de